# ゲオルギー・リヴォフ
ゲオルギー・エヴゲーニエヴィチ・リヴォフ公爵（ロシア語: Князь Гео́ргий Евге́ньевич Львов; ロシア語ラテン翻字: Georgii Evgenevich Ľvov、1861年11月2日 - 1925年3月7日）は、ロシア帝国の政治家。ロシア臨時政府初代大臣会議議長及び初代内務大臣。
「リヴォフ」の表記に関しては、 L'vov が一般的であるが、他に Lvov 、Lvoffなどと表記される場合もある。また、日本では、リボフ公またはリヴォフ公の表記が多い。

## 来歴

### 国会議員

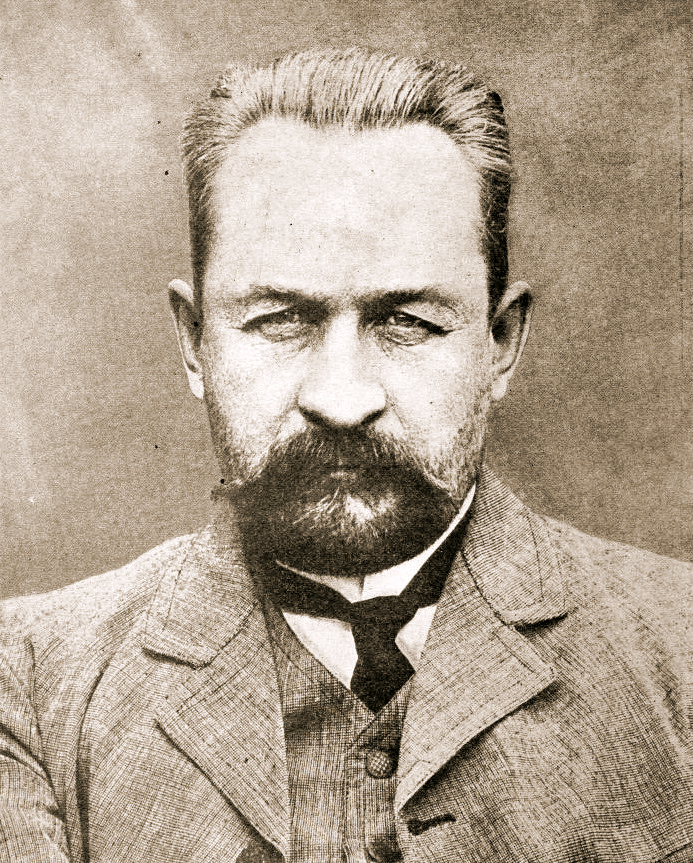
リヴォフ（1906年）

1861年11月2日、ザクセン王国のドレスデンで、エフゲニー・リヴォフの息子として生まれる。リヴォフ家はリューリク朝の流れを組む名門貴族だが生活に困窮したため、リヴォフが生まれてすぐにドイツから戻りトゥーラ近郊のアレークシン地区ポポフカ村に移る。兄アレクサンドルは画家を目指して1896年にモスクワの学校に進学し、弟ウラジーミルは1901年に外務省に入省した。
1885年にモスクワ大学法学部を卒業し、トゥーラ州の裁判所で1893年まで勤務する。1901年にユリア・アレクセイヴナ・ボブリンスカヤと結婚した。1903年にトゥーラ州農村審議会長に就任し、日露戦争の際は極東で援護事業を展開した。
1906年に第一国会（ドゥーマ）に立候補し当選し、ゼムストヴォのメンバーとなった。ドゥーマでは食品医療委員会に所属し、日露戦争後の食糧不足解消のため食料や医療品の配給を手配した。1909年にアメリカ合衆国・カナダを視察し、1911年からは進歩的ブロックのメンバーとなった。1913年にモスクワ選挙区でアレクサンドル・グチコフが落選すると後継候補に選出されるが、内務省からモスクワ選挙区からの出馬を拒否された。1914年にゼムストヴォ全ロシア連合議長に選出され、同時にロシア傷痍軍人援助連合議長を兼務し、第一次世界大戦で負傷した軍人が入院する病院設備と医療機器の支援や衣服の供給を担当する。

### ロシア革命

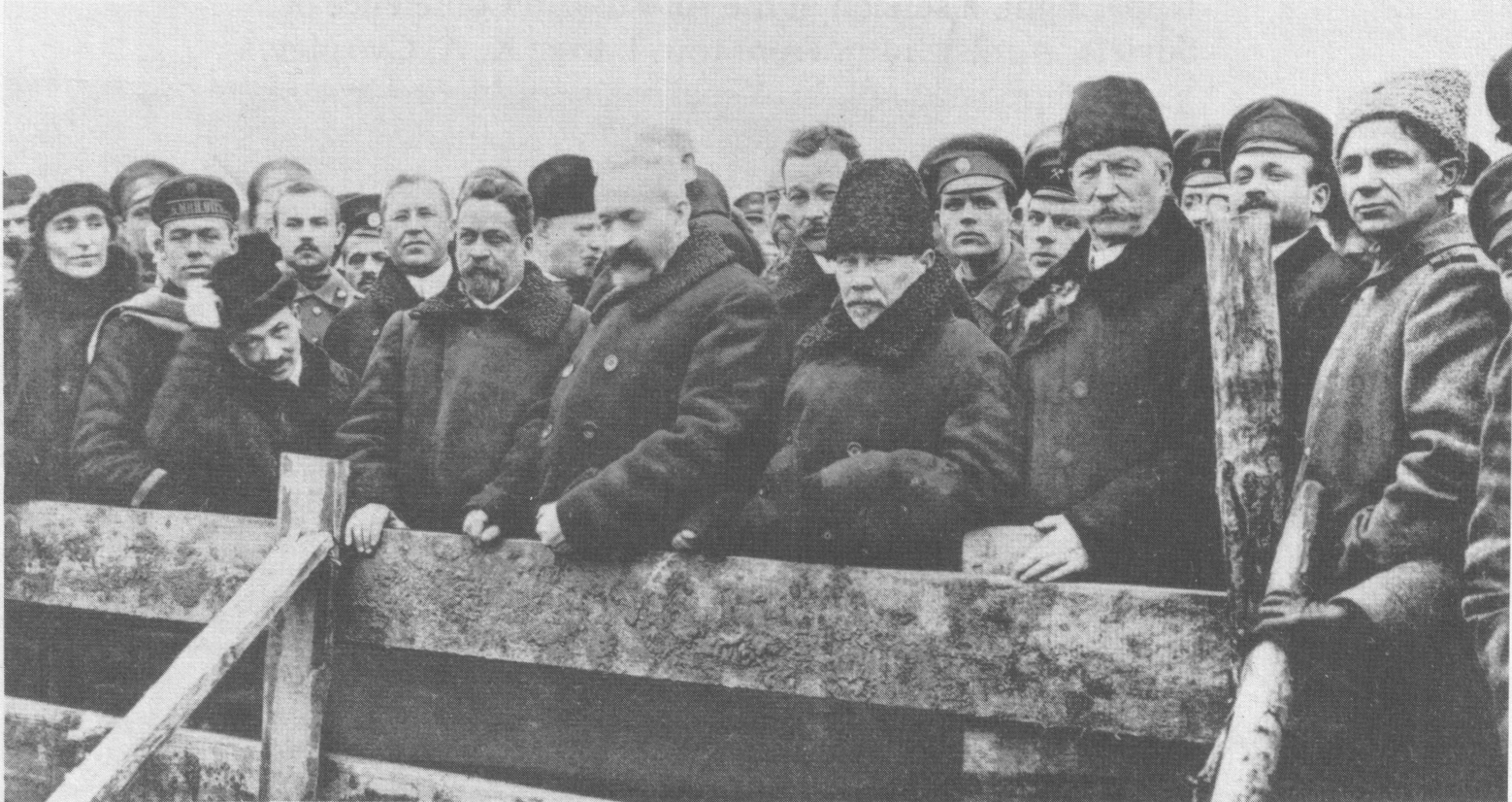
二月革命の犠牲者に哀悼を捧げるリヴォフら臨時政府閣僚（1917年）

1917年3月2日、二月革命によりニコライ2世が退位しロマノフ朝が崩壊する。翌3日にリヴォフはロシア臨時政府の首相兼内相に就任した。リヴォフを首班とする臨時政府は戦争継続を決定し、7月に東部戦線でケレンスキー攻勢をかけるが失敗。さらに七月蜂起の発生により彼の政治的な権威は低下し、首相兼内相を辞任に追い込まれ、アレクサンドル・ケレンスキーが後を継いだ。
十月革命勃発後、ボリシェヴィキによりチュメニで逮捕されエカテリンブルクに連行されるが脱走に成功し、オムスクのシベリア共和国に合流した。リヴォフはシベリア共和国首相ピョートル・ヴォロゴーツキイの指示を受け、1918年10月にアメリカに渡りシベリア共和国への支援を取り付けようとした。しかし、アメリカとの交渉に失敗したためフランスに渡り、1918年から1920年にかけてロシアへの支援と亡命者の援助を訴える集会を数度に渡り開催した。その後は政治活動から引退し、パリに居住し回顧録を執筆しながら余生を過ごし、1925年に同地で死去した。遺体はサント＝ジュヌヴィエーヴ＝デ＝ボワに埋葬された。